# 旧軽井沢

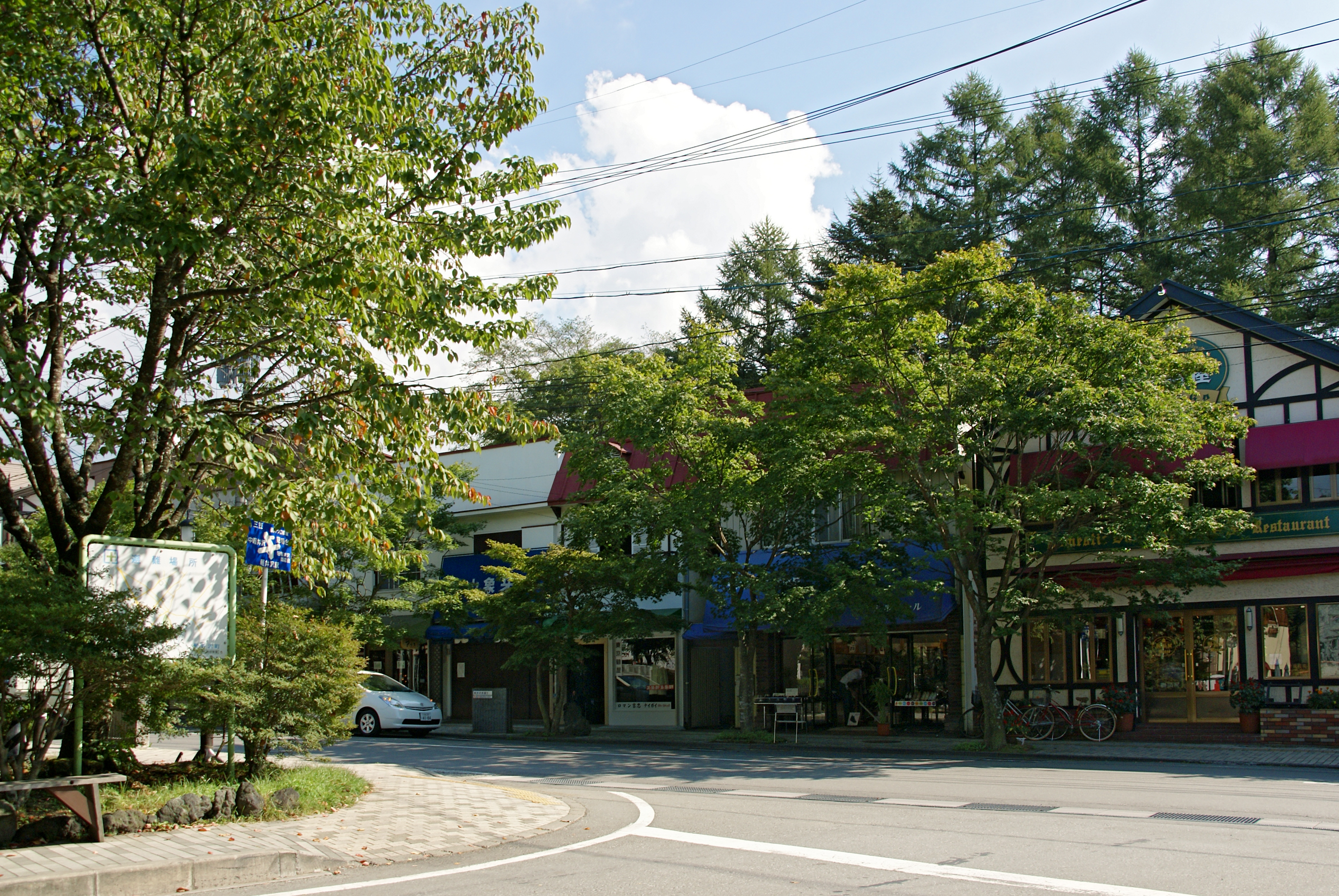
旧軽井沢ロータリー

旧軽井沢（きゅうかるいざわ）は、長野県北佐久郡軽井沢町大字軽井沢における旧軽井沢区およびその周辺区を含んだ汎称地名である。旧軽（きゅうかる）とも略される。
町制施行以前の「軽井沢村」であった地域の大半を占め、1923年に行政区域が拡張され「軽井沢町」が発足するまで、「軽井沢」といえば主にこの旧軽井沢を指していた。
旧跡や名所、観光スポットが多く存在しており、現在でも軽井沢の中心地として賑わいを見せている。別荘地としては軽井沢で最も歴史が古いエリアであり、「美しい日本の歴史的風土100選」にも選出されている。

## 地理

### 大字軽井沢
軽井沢町では、大字や町丁のほかに「区」と呼ばれる自治組織があり、大字軽井沢には「旧軽井沢区」、「新軽井沢区」、「成沢区」、「南ヶ丘区」が設けられている。4区合計の人口は3,845人。区画整理事業により、旧軽井沢区の一部より1971年には「軽井沢地区」が、新軽井沢区の一部より1973年には「軽井沢東地区」がそれぞれ起立した。

### 「旧軽井沢」の範囲
行政区分と別荘地・観光業によるエリア分けとで旧軽井沢を指す地域は異なる。行政上（旧軽井沢区）は、南は新渡戸通り、東は碓氷峠（群馬県との県境）、西は旧軽井沢ゴルフクラブ、北は白糸ハイランドウェイ三笠側入口までである。別荘地・観光業によるエリア分けでは、旧軽井沢区に加え、軽井沢地区および軽井沢東地区、新軽井沢区の国道18号以北を含む。
軽井沢町の最も東側に位置し、長野県道133号旧軽井沢軽井沢停車場線が南北を横断している。中央部に平坦地があり、その周囲を愛宕山、離山、碓氷峠などの山や丘陵が囲んでいる。なお中央部の平坦地は、北に向かってわずかに登る傾斜地形となっている。地域一帯には木々が鬱蒼と茂っているが、明治以降に雨宮敬次郎や野澤源次郎、別荘住民らによって植林された。

## 語源
軽井沢駅周辺の新軽井沢に対する、軽井沢宿の旧道周辺の俗称として明治中頃から呼ばれるようになった。

## 歴史
- 軽井沢#外国人避暑地と別荘の起源
- 軽井沢#避暑地・別荘地としての特徴

を参照。

## 小・中学校の学区
公立小・中学校に通う場合、学区は以下の通りとなる。
| 地区   | 小学校                     | 中学校                 |
| ------ | -------------------------- | ---------------------- |
| 軽井沢 | 軽井沢町立軽井沢東部小学校 | 軽井沢町立軽井沢中学校 |